# 先秦
先秦时期（又稱先秦時代）是中国古代史中的一段時間，可指秦始皇焚书之前的一段时间，或更狭义专指历史上的春秋战国时期；广义上也可作为秦朝以前（公元前221年以前）所有时代的统称，即上古时代、三代（即夏商周）都属于这一定义下先秦历史的一部分。
《汉书·河间献王传》记载：“献王所得书，皆古文先秦旧书。”颜师古注疏道：“先秦，犹言秦先，谓未焚书之前。”
由於秦朝是中國歷史上国家形态从地方自治的封国制向君主专制的郡县制转变的分水嶺，中央集權和皇帝（之前的“天子”指的是共主）都自秦朝才開始，故先秦時期也是中國政治史上由部落联盟开始向大一统帝国过渡的時期。

## 社會發展沿革
- 上古時代的原始社會
- 城邦时代的红山文化、良渚文化、石家河文化、龙山文化、齐家文化等
- 中国封建制度的夏商周时期
- 春秋時期诸侯兼并，并出现诸子百家的萌芽
- 戰國時期學術思想大開放，百家争鸣下哲学空前繁荣，同时也逐漸出现了君主集權的雏形

## 外部參考
- 熊宪光. . 重庆晨报. 2014-10-22  [2018-10-18]. （原始内容存档于2018-10-18）.